# Okres Moravská Ostrava
Politický okres Moravská Ostrava vznikl na Moravě roku 1900 a zahrnul celý dosavadní soudní okres Moravská Ostrava. Jeho území bylo tvořeno obcemi mezi řekami Odrou a Ostravicí. Okres měl rozlohu 99,37 km², a kromě 37,5 % dnešního území statutárního města Ostravy k němu patřila také obec Krmelín a katastrální území Stará Ves nad Ondřejnicí (součást stejnojmenné obce). Na severozápadní hranici tehdy sousedil s Pruským Slezskem. Centrem se stalo město Moravská Ostrava, které se k 1. ledna 1924 rozšířilo připojením Přívozu, Mariánských Hor, Vítkovic, Hrabůvky, Nové Vsi a Zábřehu nad Odrou (zahrnujícím v té době také Hulváky), čímž vznikla tzv. Velká Ostrava, která však i nadále měla název Moravská Ostrava.

## Zánik politického okresu
1. července 1941 pak bylo město Moravská Ostrava rozšířeno o území soudního okresu Slezská Ostrava (původně součást slezského politického okresu Frýdek), zahrnujícího 7 obcí (Slezská Ostrava, Heřmanice, Hrušov, Muglinov, Michálkovice, Radvanice a Kunčičky), obce Kunčice (ze soudního okresu Frýdek – původně rovněž součást politického okresu Frýdek), Výškovice, Starou Bělou, Novou Bělou a Hrabovou. Rozšířená Moravská Ostrava byla zároveň politickým okresem, od roku 1945 statutárním městem. Od roku 1946 pak byla přejmenována na Ostravu. Území původního politického okresu Moravská Ostrava tvořilo od roku 1941 pod názvem Moravská Ostrava – západ (od roku 1946 Ostrava – západ) opět jen soudní okres, rozdělený mezi politický okres Místek (pouze obce Proskovice, Stará Ves nad Ondřejnicí a Krmelín) a Statutární město Moravskou Ostravu (většina území). Při správní reformě schválené komunisty roku 1948 pak došlo k 1. únoru 1949 i ke zrušení soudního okresu Ostrava-západ.

## Obyvatelstvo (soudní okres Moravská Ostrava)

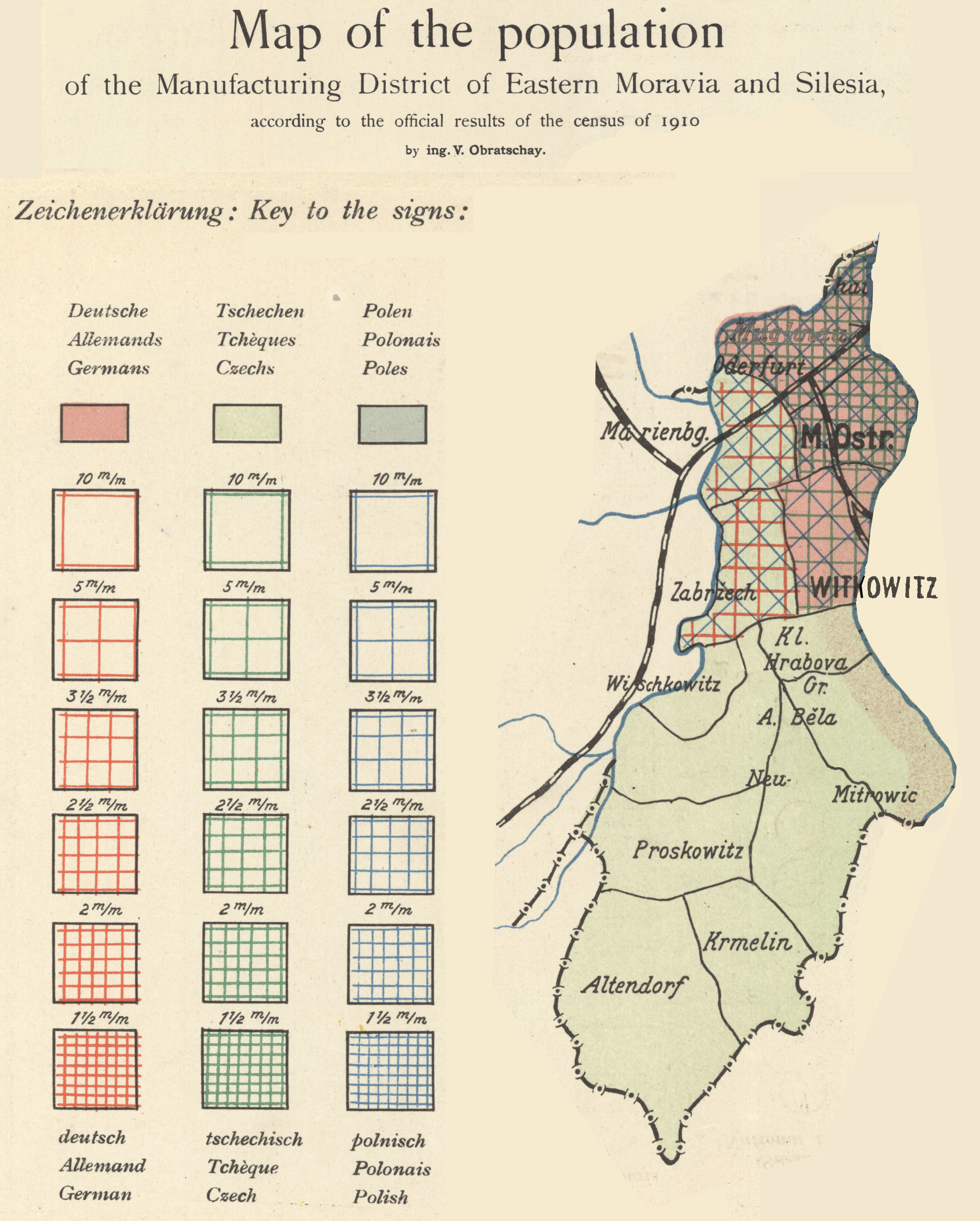
Jazyková mapa okresu Moravská Ostrava podle sčítání lidu z roku 1910

| Základní údaje | Základní údaje | Základní údaje | Základní údaje | Obcovací řeč / národnost | Obcovací řeč / národnost | Obcovací řeč / národnost | Obcovací řeč / národnost | Obcovací řeč / národnost | Obcovací řeč / národnost | Vyznání   | Vyznání | Vyznání | Vyznání     | Vyznání | Vyznání   |
| Rok            | Plocha [ha]    | Počet domů     | Počet obyvatel | česká                    | německá                  | polská                   | židovská                 | jiná                     | cizinci                  | řím. kat. | evang.  | čsl.    | izraelitské | jiné    | bez vyzn. |
| -------------- | -------------- | -------------- | -------------- | ------------------------ | ------------------------ | ------------------------ | ------------------------ | ------------------------ | ------------------------ | --------- | ------- | ------- | ----------- | ------- | --------- |
| 1869           | 11 164         | ?              | 20 916         | –                        | –                        | –                        | –                        | –                        | –                        | 20 198    | 307     | –       | 410         | 1       | 0         |
| 1890           | 9 809          | 2 714          | 48 544         | 29 990                   | 12 512                   | viz jiná                 | –                        | 3 579                    | ?                        | 45 001    | 1 289   | –       | 2 232       | 22      | 0         |
| 1900           | 9 938          | 4 128          | 87 126         | 46 532                   | 24 029                   | viz jiná                 | –                        | 13 757                   |                          | 79 886    | 2 222   | –       | 4 985       | 33      | 0         |
| 1910           | 9 938          | 5 051          | 111 186        | 52 254                   | 43 246                   | 12 849                   | –                        | 57                       | 2 780                    | 101 625   | 3 229   | –       | 6 115       | 217     | 0         |
| 1921           | 9 938          | 5 622          | 123 227        | 83 423                   | 22 227                   | 1 440                    | 2 601                    | 114                      | 13 422                   | 96 789    | 5 274   | 3 714   | 6 872       | 529     | 10 049    |
| 1930           | 9 937          | 7 429          | 136 949        | 103 525                  | 21 914                   | 471                      | 2 267                    | 2 845                    | 8 665                    | 90 852    | 6 296   | 17 193  | 6 872       | 578     | 15 158    |